# Município de Centar
Centar (em macedônio/macedónio:  Центарⓘ) é o município central de dez municipalidades que compõe a cidade de Escópia, capita da Macedônia do Norte. O local é o lar da Assembleia da Macedônia do Norte.  

## Geografia

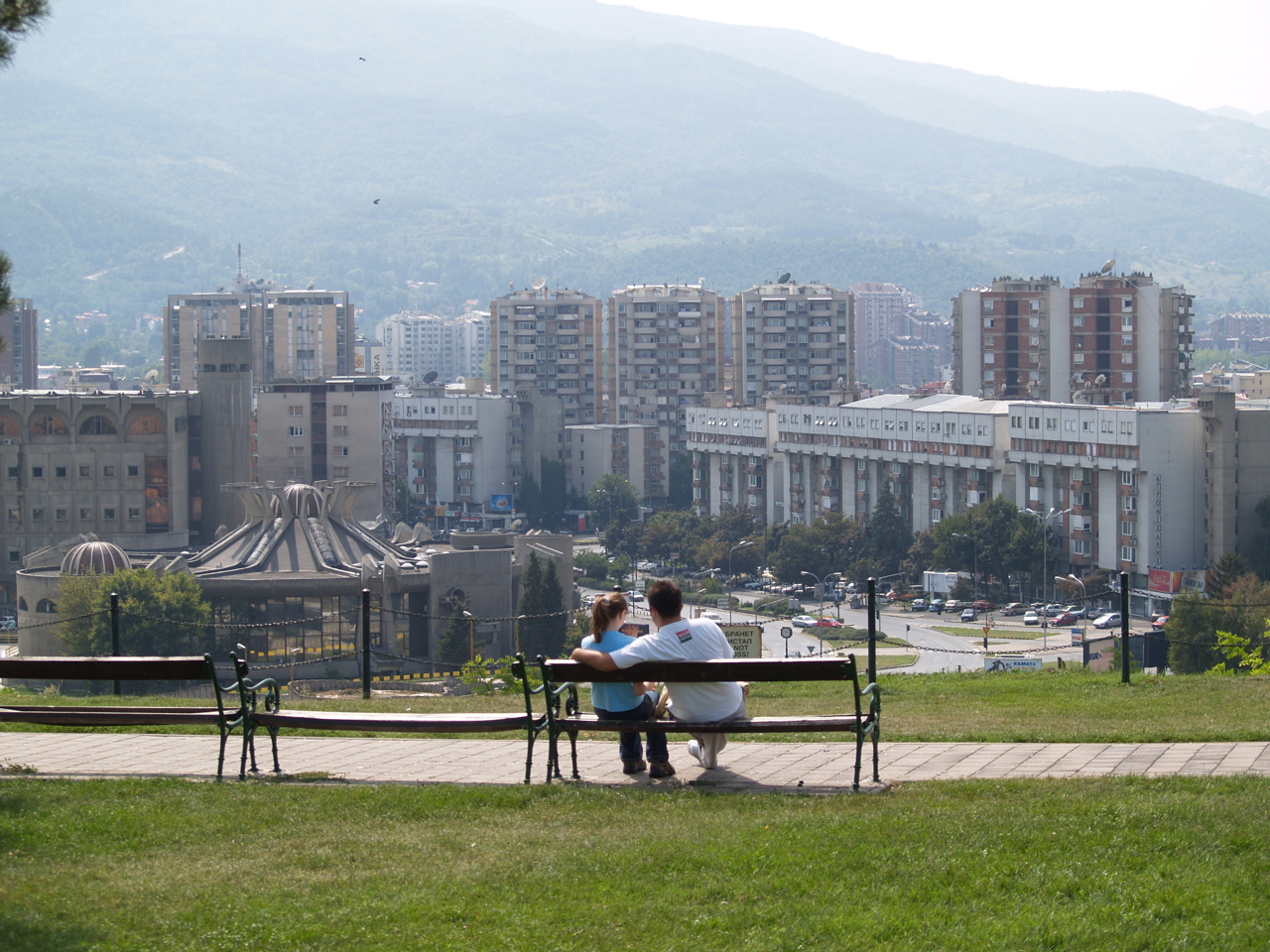
O município visto a partir da Fortaleza de Escópia.

O Rio Vardar cruza a orla do município ao longo da fronteira com Čair. A área total do município é de 7.52 km2, fazendo fronteira com os municípios de Karpoš, Čair, Aerodrom e Kisela Voda.

## Demografia
De acordo com o último censo nacional macedônio realizado em 2002, Centar possuía 45.412 habitantes. Grupos étnicos incluem:
- Macedônios = 38,778 (85.4%)
- Sérvios = 2,037 (4.5%)
- Albaneses = 1,465 (3.2%)
- Ciganos = 974 (2.2%)